# Tennistoernooi van Cincinnati 2019
|                                       |  |                                        |
| Madison Keys, winnares bij de vrouwen |  | Daniil Medvedev, winnaar bij de mannen |

Het tennistoernooi van Cincinnati van 2019 werd van zondag 11 tot en met zondag 18 augustus 2019 gespeeld op de hardcourt-buitenbanen van het Lindner Family Tennis Center in de Amerikaanse plaats Mason, ongeveer dertig kilometer benoorden Cincinnati. De officiële naam van het toernooi was Western & Southern Open.
Het toernooi bestond uit twee delen:
- WTA-toernooi van Cincinnati 2019, het toernooi voor de vrouwen
- ATP-toernooi van Cincinnati 2019, het toernooi voor de mannen

## Toernooikalender
| vrouwenenkelspel  |          | 1e ronde | 1e ronde | 2e ronde | 2e ronde | 3e ronde    | kwart- finale | halve finale | finale |
| vrouwendubbelspel |          | 1e ronde | 1e ronde | 1e ronde | 2e ronde | kwartfinale | halve finale  | finale       |        |
| mannenenkelspel   | 1e ronde | 1e ronde | 1e ronde | 2e ronde | 2e ronde | 3e ronde    | kwartfinale   | halve finale | finale |
| mannendubbelspel  | 1e ronde | 1e ronde | 1e ronde | 1e ronde | 2e ronde | 2e ronde    | kwartfinale   | halve finale | finale |

ATP-toernooi van Cincinnati‎ – WTA-toernooi van Cincinnati‎

2004 · 2005 · 2006 · 2007 · 2008 · 2009 · 2010 · 2011 · 2012 · 2013 · 2014 · 2015 · 2016 · 2017 · 2018 · 2019 · 2020 · 2021 · 2022 · 2023 · 2024